# Jina, Sibiu
Jina là một xã thuộc hạt Sibiu, România. Dân số thời điểm năm 2002 là 4099 người.